# Dipodomys nitratoides
Espèce
Statut de conservation UICN

 VU B1ab(i,ii,iii,v) : Vulnérable
Dipodomys nitratoides, est une espèce de Rongeurs de la famille des Heteromyidae. C'est un petit mammifère endémique des États-Unis, dont la survie est menacée et qui fait partie des rats-kangourous d'Amérique.

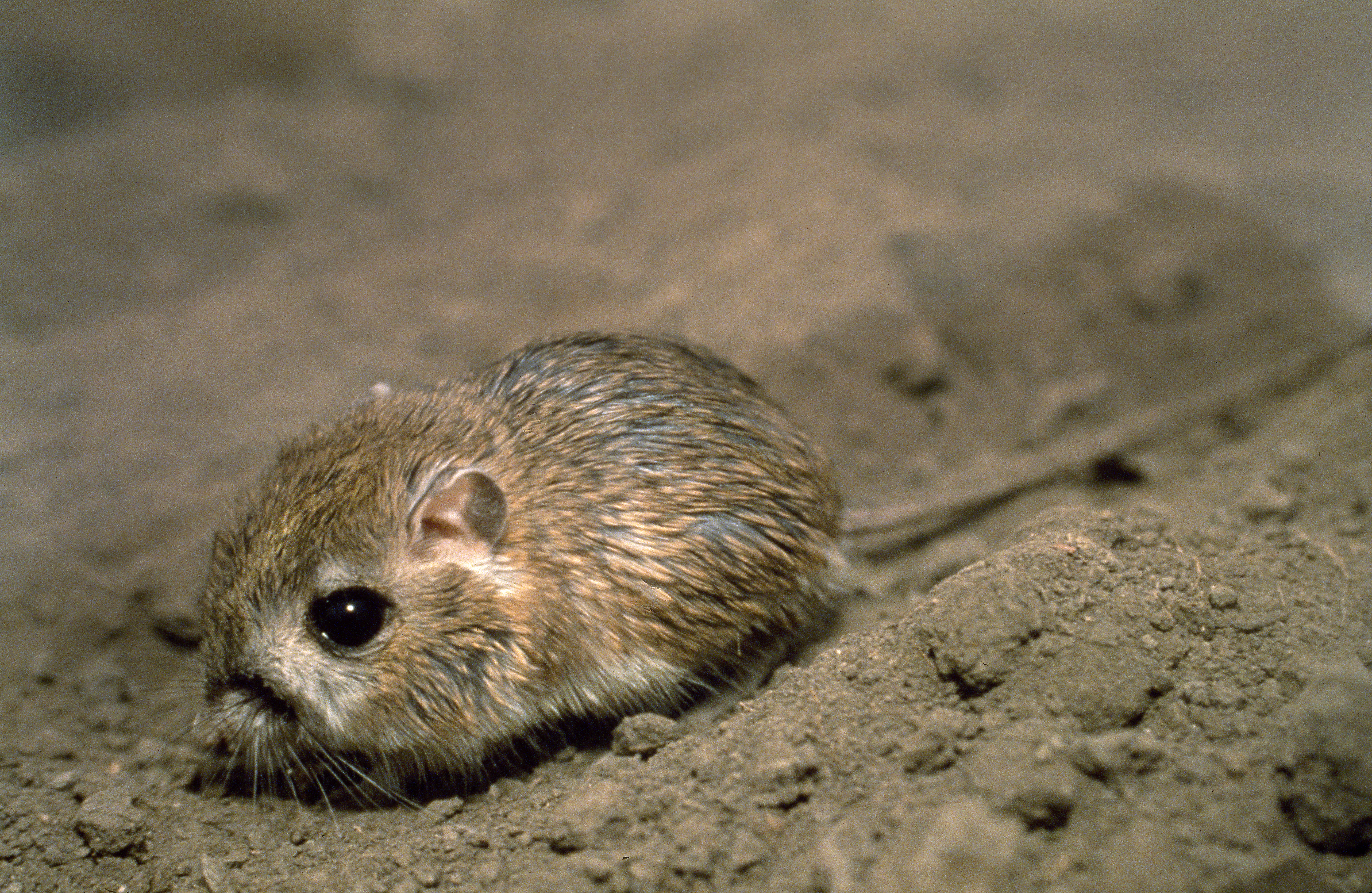
Rat-kangourou de Tipton au zoo de Bakersfield, Californie

L'espèce a été décrite pour la première fois en 1894 par un zoologiste américain, Clinton Hart Merriam (1855-1942).

## Description

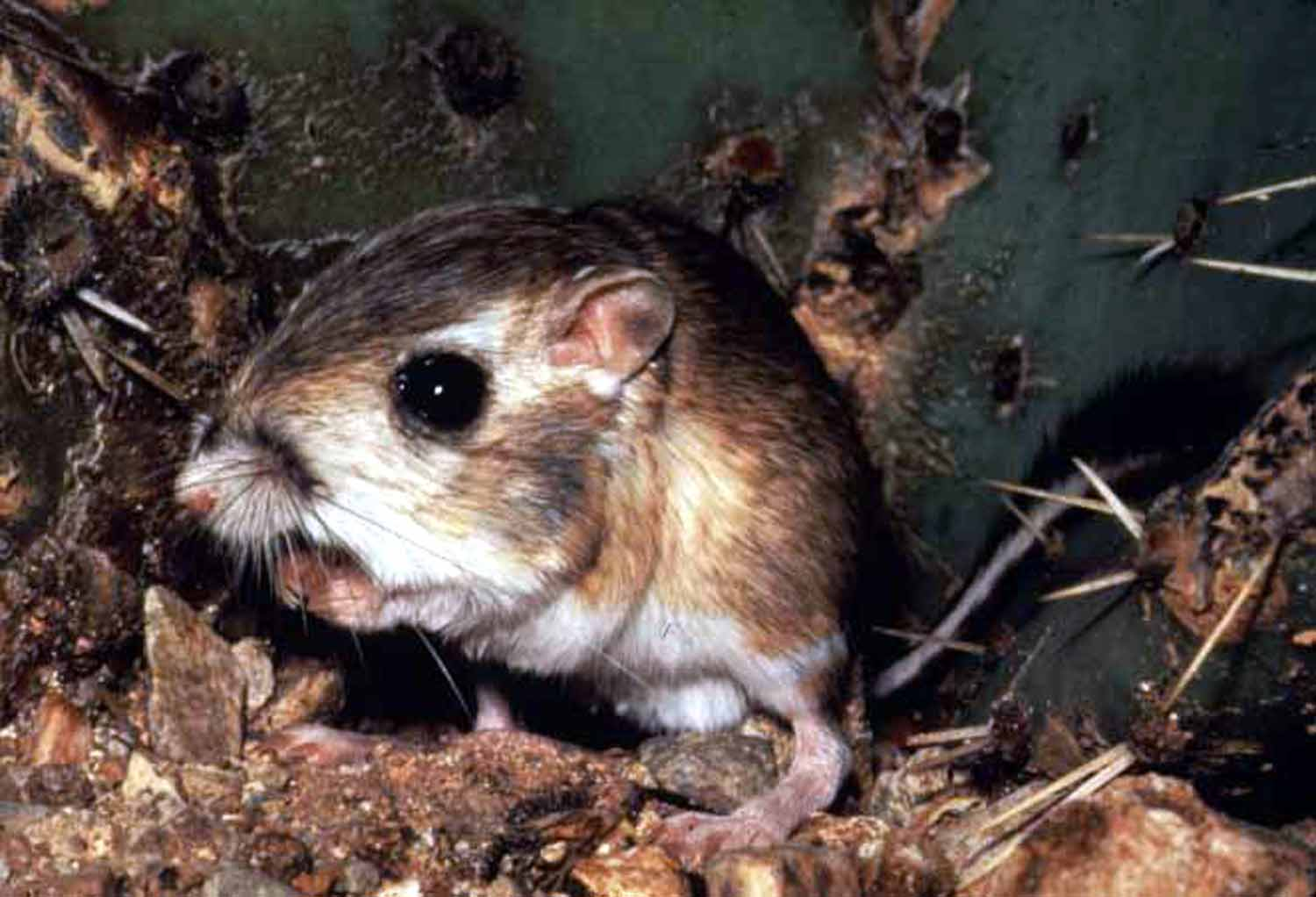
Dipodomys nitratoides

Dipodomys nitratoides est l'un des plus petits du genre Dipodomys. Il mesure 3,5 cm.
Il vit aux alentours de la vallée de San Joaquin et de San Andreas, en Californie.

## Liste des sous-espèces
Selon Mammal Species of the World (version 3, 2005)  (17 nov. 2012) et Catalogue of Life (17 nov. 2012) :
- sous-espèce Dipodomys nitratoides brevinasus Grinnell, 1920
- sous-espèce Dipodomys nitratoides exilis Merriam, 1894
- sous-espèce Dipodomys nitratoides nitratoides Merriam, 1894